# День Перемоги (фільм, 2018)
«День Перемоги» (нім. Den' Pobedy, англ. Victory Day, рос. День Победы ) — німецький документальний фільм 2018 року, знятий режисером Сергієм Лозницею. Світова прем'єра стрічки відбулася 19 лютого 2018 року на 68-му Берлінському міжнародному кінофестивалі, де він брав участь у програмі «Форум».

## Сюжет
У фільмі режисер спостерігає за натовпами, які регулярно збираються в радянському військовому меморіалі в Трептов-парку в Берліні на 9 травня, з точністю фіксуючи шум і метушню. У фокусі зйомки опиняються різні настрої: гордість, патріотизм, інтерес, споглядання і бажання бути визнаним.

## Знімальна група
- Автор сценарію — Сергій Лозниця
- Режисер-постановник — Сергій Лозниця
- Продюсери — Сергій Лозниця, Андрій Михайлов
- Оператори — Сергій Лозниця, Дієго Гарсія, Джессі Мазух
- Монтаж — Даніеліус Коканаускіс
- Звук — Володимир Головницький

## Нагороди та номінації
| Список нагород та номінацій           | Список нагород та номінацій | Список нагород та номінацій                        | Список нагород та номінацій | Список нагород та номінацій | Список нагород та номінацій |
| Кінофестиваль/Кінопремія              | Рік                         | Категорія                                          | Номінант(и)                 | Результат                   | Дж                          |
| ------------------------------------- | --------------------------- | -------------------------------------------------- | --------------------------- | --------------------------- | --------------------------- |
| Міжнародний кінофестиваль у Мельбурні | 2018                        | Найкращий короткометражний експериментальний фільм | День Перемоги               | Номінація                   | [ 5 ]                       |